# Пушкарёв, Игорь Сергеевич
И́горь Серге́евич Пушкарёв (род. 17 ноября 1974, Новый Олов, Чернышевский район, Читинская область, СССР) — российский государственный деятель. Бывший представитель от Законодательного собрания Приморского края в Совете Федерации России, заместитель председателя комиссии по делам молодёжи и спорту, член комитета по бюджету. С 18 мая 2008 года по 3 ноября 2017 года — глава администрации Владивостока.

## Биография
Игорь Сергеевич Пушкарёв родился 17 ноября 1974 года в селе Новый Олов Чернышевского района Читинской области.

### Образование
В 1999 году окончил Владивостокский институт международных отношений ДВГУ по специальности «экономист-международник». Кандидат юридических наук, в 2000 году защитил в РУДН диссертацию по теме «Международно-правовые вопросы деятельности форума Азиатско-Тихоокеанского экономического сотрудничества» по руководством заведующего кафедрой международного права РУДН, члена экспертного совета Высшей аттестационной комиссии при Минобрнауки России по праву Аслана Абашидзе.

### Предпринимательство
В вузе Игорь Пушкарёв изучал два иностранных языка — английский и корейский — и работал переводчиком в корейской компании «Пусан», импортировавшей в Россию продукты, в том числе печенье «Чокопай» и лапшу «Доширак». В 18 лет он стал исполнительным директором предприятия. С 1995 по 1997 год был исполнительным директором в занимавшейся импортом продуктов ООО «Влад-Кан».
В 1997 году Игорь Пушкарёв создал и возглавил компанию «Парк Групп». В 1998 году стал генеральным директором ЗАО «Первомайский судоремонтный завод», которое в дальнейшем вошло в «Парк Групп». Затем «Парк Групп» (за деньги фонда Baring Vostok Capital) выкупила у «Альфа-Групп» её цементные предприятия. Так в 2000 году Пушкарёв стал генеральным директором ОАО «Спасскцемент». Постепенно в «Парк Групп» вошли ОАО «Теплоозерский цемкомбинат», АО «Дробильно-сортировочный завод», АО «Владивостокский бутощебеночный завод», АО «Теплоозерский цементный завод», АО «Спасский комбинат асбестоцементных изделий». Предприятия-производители строительных материалов позже оформились и перешли в УК «Востокцемент». С 2002 года Игорь Пушкарёв – председатель совета директоров ООО «Управляющая компания «Парк Групп».
По итогам 2021 года «Востокцемент» стал крупнейшим производителем цемента в Дальневосточном федеральном округе. В вертикально интегрированную промышленную группу входили три цементных предприятия полного цикла (совокупная мощность — 4,3 млн тонн цемента в год) и четыре предприятия по добыче и переработки нерудных материалов в Приморском крае, Еврейской АО и Республике Саха (Якутия).

### Политическая карьера
В 2000 году Игорь Пушкарёв был избран депутатом городского Совета города Спасск-Дальний, где стал заместителем председателя Думы. 
В декабре 2001 года избран по округу № 24 депутатом Законодательного собрания Приморского края III созыва по избира, с июня 2002 года занимал должность заместителя председателя Заксобрания.
С 24 ноября 2004 года, через неделю после своего 30-летия, Игорь Пушкарёв стал представителем от Законодательного собрания Приморского края в Совете Федерации. Он стал самым молодым сенатором в истории России. Полномочия были подтверждены 27 декабря 2006 года. 30 мая 2008 года освобождён от должности в связи с избранием главой Владивостока. Являлся членом Комитета Совета Федерации по бюджету, председателем подкомитета по таможенно-тарифному регулированию, заместителем председателя Комиссии Совета Федерации по делам молодежи и спорту.
18 мая 2008 года избран на должность главы администрации Владивостока. В 2013 году переизбран на второй срок с результатом 59,45 %, представлял партию «Единая Россия». 

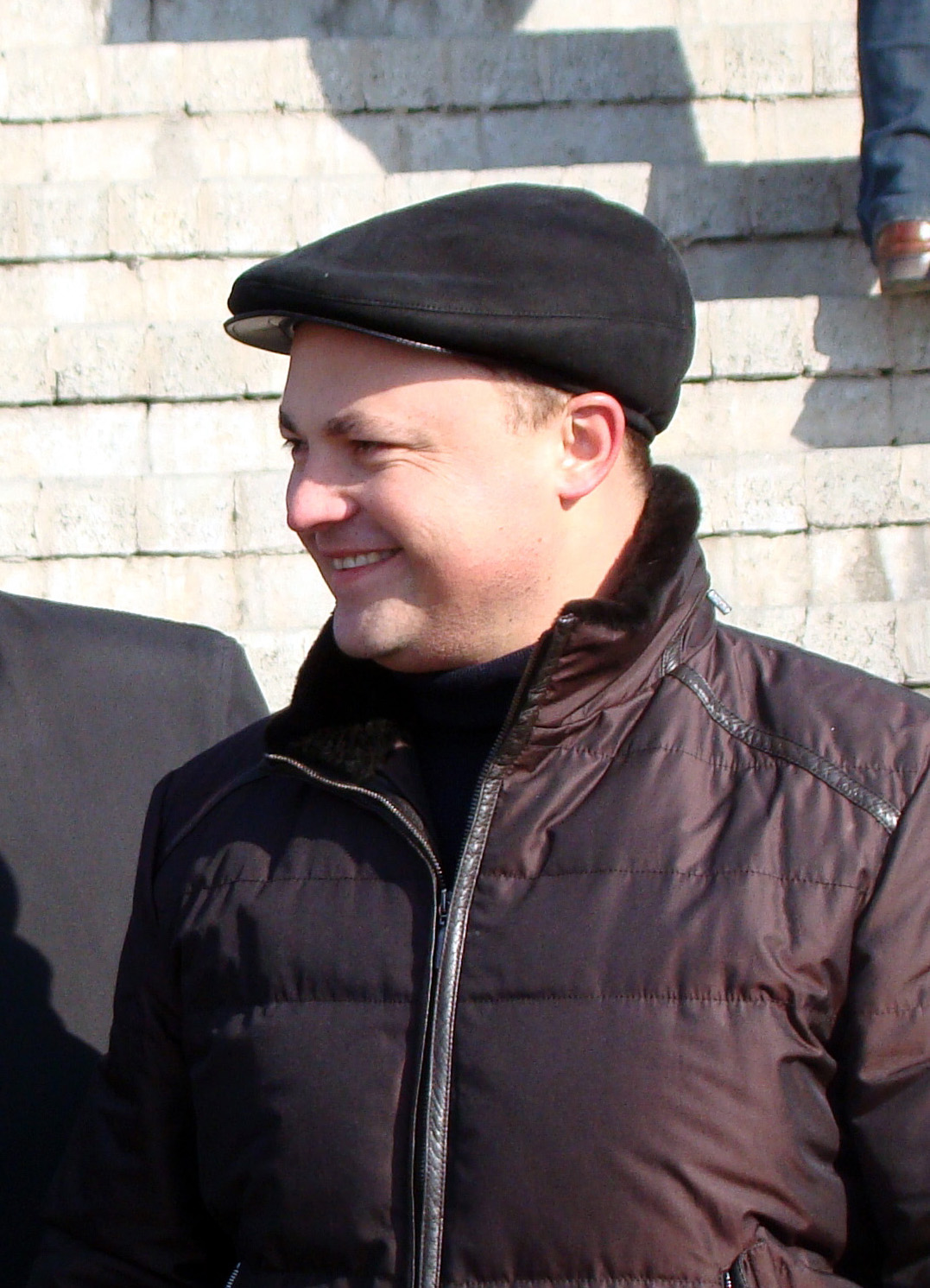
Игорь Пушкарёв на митинге в поддержку антикризисных мер Правительства РФ. 1 февраля 2009 года.

В должности мэра Пушкарёв первые годы посвятил подготовке к АТЭС-2012: реконструкции и расширению дорог, строительству мостов, кампуса ДВФУ. Кроме  общего благоустройства и строительства детских садов, администрация Пушкарёва запомнилась реформой городского транспорта. Пушкарёв кардинально изменил схему движения автотранспорта во Владивостоке, внедрив закольцованное одностороннее движение в центре города. При нём сократилось троллейбусное и трамвайное движение, но был обновлён парк автобусов. 5 июня 2014 года награждён медалью общественной организации «Российская муниципальная академия» «За вклад в развитие и становление местного самоуправления».
После избрания мэром Владивостока СМИ и политики приписывали Пушкарёву губернаторские амбиции. По воспоминанием коллег, между Пушкарёвым и губернатором Владимиром Миклушевским (2012—2017) были сложные отношения с самого начала: краевое телевидение критиковало Пушкарёва, а мэр публиковал в подконтрольных СМИ критику в адрес губернатора. Конфликт обострился перед выборами в депутатов заксобрания осенью 2016: внутри «Единой России» команды мэры и губернатора боролись за одни и те же мандаты. Предполагают, что после визита в Москву Миклушевский смог заручиться поддержкой силовиков в конфликте с мэром.
1 июня 2016 года Игорь Пушкарёв был арестован и этапирован в Москву. Сразу после ареста «Единая Россия» приостановила членство Пушкарёва. По решению Басманного районного суда Москвы 9 марта 2017 года был временно отстранён от должности главы администрации Владивостока. 3 ноября 2017 года Игорь Пушкарёв добровольно ушёл в отставку.

## Уголовное преследование
Игорь Пушкарёв был задержан 1 июня 2016 года во Владивостоке. В день ареста сотрудники управления ФСБ по Приморскому краю и центрального аппарата Следственного комитета провели обыски сразу по нескольким адресам — в здании городской администрации, загородном особняке мэра и офисах компаний, подконтрольных его семье. 2 июня Пушкарёва доставили в Москву и поместили в следственный изолятор. Вместе с Пушкарёвым был задержан глава муниципального предприятия «Дороги Владивостока» Андрей Лушников, а 24 июня был задержан Андрей Пушкарёв, родной брат Игоря Пушкарёва, до 2015 года возглавлявший ООО «Востокцемент». 20 октября 2017 года Генпрокуратура утвердила обвинительное заключение и потребовала передачи уголовного дела из Приморья. 15 ноября 2017 года Верховный суд РФ вынес определение об изменении территориальной подсудности уголовного дела, передав документы в Тверской суд Москвы.
Обвинение СКР в основном повторяло итоги проверки Федеральной антимонопольной службы по Приморскому краю, обнародованных в сентябре 2015 года. ФАС считала, что Пушкарёв использовал свою должность для заключения невыгодных для города муниципальных контрактов на закупку асфальта, бетона и щебня. Однако решение антимонопольной службы в дальнейшем было отменено в Арбитражном суде Приморского края как необоснованное и незаконное. Тогда суд пришёл к выводу, что МУП «Дороги Владивостока» в период 2011—2015 годов выиграло 135 контрактов из 426, став победителем в 30 процентах случаев, а не в 80 процентах, как заявляла ФАС. Также суд отметил, что во Владивостоке нет альтернативных поставщиков инертных строительных материалов для нужд муниципалитета, способных обеспечить необходимые объёмы по сравнимым ценам.
Первоначально следствие утверждало, что пострадавшей стороной является мэрия города. Когда мэрия не признала ущерба, следствие посчитало, что убытки в 143,6 млн понесло муниципальное предприятие «Дороги Владивостока». После того как и МУП доказало, что ущерба не было, сама генеральная прокуратура выступила с гражданским иском по поводу ущерба. Также в основу обвинения со стороны СКР легла судебная строительно-техническая экспертиза от КГУП «Приморский РЦЦС», которое по уставу не занимается экспертизами и сравнивало лишь цены и не оценивало ущерб. Со стороны защиты в суде выступило четыре независимых эксперта, и все они пришли к выводу, что стоимость материалов, поставляемых городу предприятиями «Востокцемента», в среднем была такой же или ниже среднерыночной по региону. Защита Пушкарёва отмечала, что ущерба муниципалитету в принципе не могло быть, так как группа компаний «Востокцемент» простила бюджету долги на 962 млн рублей за поставки стройматериалов, которые были нужны в рамках подготовки Владивостока к саммиту АТЭС в 2012 году. Это же официально подтвердила мэрия.
В последнем слове Пушкарёв назвал своё дело политическим, связав с давним конфликтом с губернатором Миклушевским:
Мне совершенно очевидно, что судят меня не за то, что я совершил какие-то преступления. Следствие само не скрывало, что я оказался за решеткой в результате критики бывшего губернатора Приморского края Владимира Миклушевского. Результатом данной критики явился длительный политический конфликт… который достиг своего апогея в апреле 2016 года, когда я победил на региональных праймериз. Несмотря на то что Миклушевского уже отправили в отставку, инерция правоохранительной системы, которая, как известно, своих ошибок никогда не признает, настолько велика, что я уже почти три года нахожусь под стражей по совершенно надуманному обвинению.
9 апреля 2019 года Тверской суд Москвы признал Игоря Пушкарёва виновным в получении взятки в особо крупном размере (ч. 6 ст. 290 УК РФ), злоупотреблении должностными полномочиями (ч. 3 ст. 285 УК РФ) и коммерческом подкупе (п. «а» ч. 2 ст. 204 УК РФ). Его приговорили к 15 годам колонии строгого режима. Ещё 143 млн рублей Пушкарёв должен был выплатить по гражданскому иску, заявленному Генпрокуратурой, в пользу предприятия «Дороги Владивостока». После приговора Пушкарёв заявил: «Я осознанно шел на риск, управляя принадлежащими мне через членов моей семьи компаниями, потому что в противном случае я не смог бы добиваться тех целей, которые ставил перед собой после избрания на пост главы города. Я тратил свои личные средства и средства своей семьи на благо города». В декабре 2019 Игоря Пушкарёва после трёх лет заключения в следственном изоляторе «Матросская тишина» этапировали в Приморье для отбытия наказания
В январе 2020 года Генпрокуратура решила взыскать 3 млрд 281 млн руб. необоснованного дохода с братьев Пушкарёвых, Лушникова и предприятий, входящих в группу «Востокцемент». В качестве обеспечительной меры было арестовано имущество нескольких компаний. Позже сумма требований была уменьшена до 1,452 млрд рублей. 6 марта 2020 года Советский райсуд Владивостока в полном объёме удовлетворил иск Генпрокуратуры. В июне 2020 года по представлению Генпрокуратуры Игоря Пушкарёва отправили отбывать наказание из исправительной колонии № 33 в Спасске-Дальнем в Приморье в другой регион.
17 июля 2022 года Игорь Пушкарёв был осуждён на дополнительные 3 месяца заключения по уголовному делу, в рамках которого ему вменяли в вину развитие муниципального и общественного транспорта в ущерб коммерческим перевозчикам.
В октябре 2024 года подписал контракт с Министерством обороны и отправился в действующие войска для участия в российском вторжении на Украину.

## Семья
Жена — Наталья Пушкарёва. Трое сыновей: Павел (1996 г.р.), Алексей (2002 г.р.), Андрей (2012 г.р.).